# Atto di Restaurazione dello Stato di Lituania

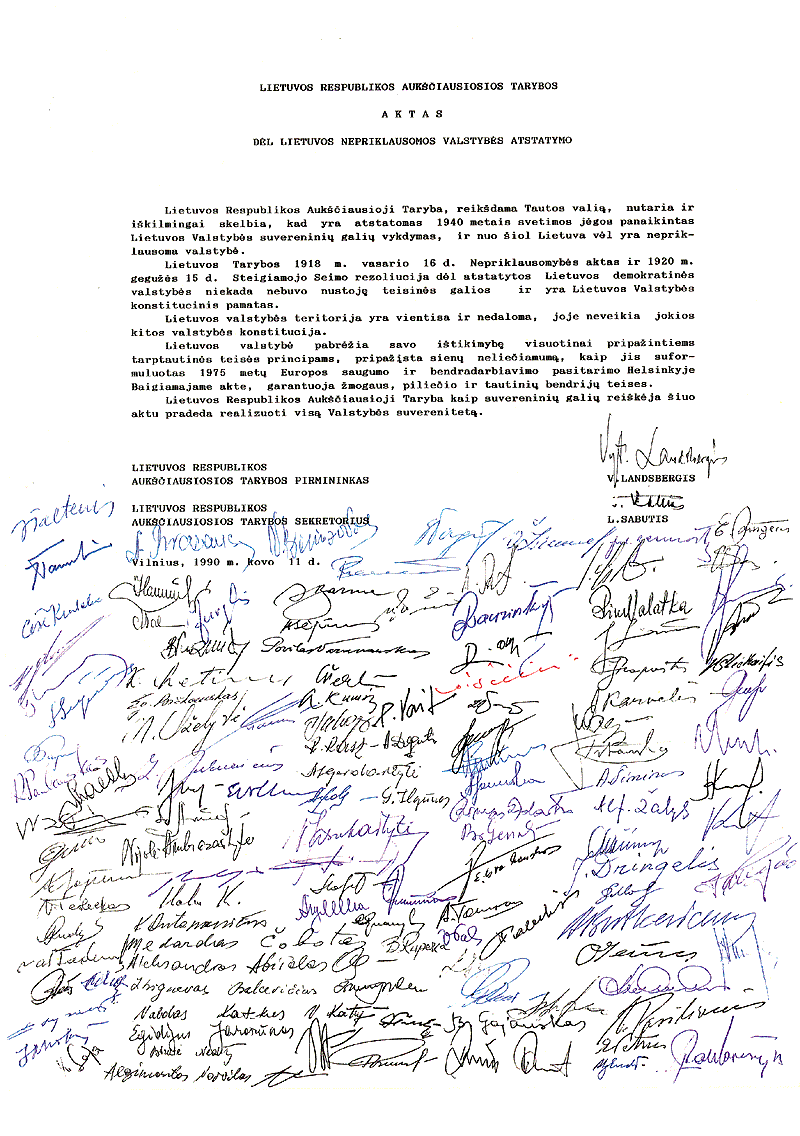
L'Atto di Restaurazione dello Stato di Lituania con la firma dei delegati e del Presidente del Soviet Supremo lituano Landsbergis

L'Atto di Restaurazione dello Stato di Lituania (in lituano: Aktas dėl Lietuvos nepriklausomos valstybės atstatymo), o Atto dell'11 marzo, fu l'atto adottato l'11 marzo 1990 dal Soviet Supremo Lituano con cui la RSS Lituana dichiarò la propria indipendenza dall'Unione Sovietica. La Lituania divenne dunque la prima repubblica sovietica a riconquistare la propria sovranità dall'URSS.

## Contesto
Nel 1988, nell'allora Repubblica Socialista Sovietica Lituana, Vytautas Landsbergis fondò il Sąjūdis, movimento politico di matrice nazionalista che aveva come obiettivo l'indipendenza del Paese. Con le riforme portate avanti da Gorbačëv attraverso la Perestrojka sì costituì un clima favorevole ad un sistema multipartitico; con le elezioni del Soviet Supremo lituano del 1990 i candidati nazionalisti appoggiati dal Sajudis vinsero nettamente, ottenendo 96 seggi su 141. Si arrivò così alla sera dell'11 marzo 1990 in cui la nuova legislatura, con 124 voti a favore, emanò l'Atto di Restaurazione dello Stato di Lituania.